# Agnès Callamard
Agnès Callamard is een Frans deskundige op het gebied van mensenrechten en secretaris-generaal van Amnesty International. Daarvoor was ze speciaal rapporteur voor buitengerechtelijke, standrechtelijke en willekeurige executies, aangesteld door de Mensenrechtenraad van de Verenigde Naties. Ze is ook directeur van het project voor wereldwijde vrijheid van meningsuiting van de Columbia-universiteit.

## Jeugd en opleiding
Callamard groeide op in de Franse Provence als dochter van een fabrieksarbeider en een lerares. De basis voor haar betrokkenheid bij de mensenrechten is het verzetswerk van haar grootvader tijdens de Tweede Wereldoorlog. Hij werd in 1944 geëxecuteerd.
Zij was de eerste in haar familie die naar de universiteit ging. In 1985 behaalde zij haar bachelordiploma in Internationale betrekkingen aan het Institut d'Études Politiques in Grenoble. In 1988 studeerde ze af aan de Howard-universiteit, waar ze een van de weinige witte studenten was. Zelf zegt ze daarover "Daar ontdekte ik mijn bevoorrechte positie". In 1995 promoveerde ze op vluchtelingenstudies aan de New School for Social Research in New York. Voor haar veldonderzoek bezocht ze vluchtelingenkampen in Malawi.

## Loopbaan
Callamard wordt beschouwd als een expert op het gebied van een aantal internationale en VN-initiatieven op het gebied van de mensenrechten. Ze heeft onderzoek gedaan naar de mensenrechten in een aantal landen in Afrika, Azië en het Midden-Oosten en artikelen geschreven over mensenrechten, vrouwenrechten, vluchtelingenstromen en verantwoording. Op het gebied van internationale vluchtelingenstromen heeft ze veel samengewerkt met het Centre for Refugee Studies in Toronto.

### Amnesty International
In 1995 ging ze als onderzoeker aan de slag bij Amnesty International in Londen. Van 1998 tot 2001 was ze kabinetschef voor de secretaris-generaal, en gaf als coördinator onderzoeksbeleid leiding aan Amnesty's werk op het gebied van vrouwenrechten.
In januari 2013 plaatste zij een tweet die suggereerde dat Israël de Palestijnse leider Yasser Arafat had vermoord. In april 2021 bracht Amnesty International echter een verklaring naar buiten dat de overhaaste tweet niet de mening van Amnesty International of van Callamard weerspiegelde.

### HAP Internationaal
Van 2001 tot 2004 leidde Callamard het Humanitarian Accountability Partnership (HAP International, opgericht in 2003), waar ze toezicht hield op veldproeven in Afghanistan, Cambodja en Sierra Leone en waar ze een internationaal zelfregulerend orgaan oprichtte voor humanitaire organisaties die zich inzetten voor het versterken van de verantwoordingsplicht voor door rampen getroffen bevolkingsgroepen.

### Article 19
Van 2004 tot 2013 was zij uitvoerend directeur van de mensenrechtenorganisatie Article 19.

### Universiteit van Columbia
Vanaf november 2013 was zij directeur van het initiatief Global Freedom of Expression van de Columbia-universiteit.

### OVSE-nominatie
In 2016 werd ze door Frankrijk genomineerd om de vierde speciale vertegenwoordiger voor persvrijheid van de OVSE te worden. Hoewel zij een populaire kandidaat was om Dunja Mijatović te vervangen, werd haar nominatie fel bestreden door Rusland en andere Oost-Europese landen.

### Verenigde Naties
Van 2016 tot 2021 was Callamard speciaal rapporteur voor buitengerechtelijke, standrechtelijke en willekeurige executies, benoemd door de VN-Mensenrechtenraad. In mei 2017 veroordeelde zij tijdens een conferentie in de Filipijnen de bloedige oorlog tegen drugs van de regering Duterte, waarna haar Wikipedia-pagina werd vernield. Callamard verklaarde dat haar bezoek geen officieel bezoek was.
In 2019 leidde ze het onderzoek naar de moord op de Saoedische journalist Jamal Khashoggi. Haar bevindingen werden in juni 2019 gepresenteerd aan de VN-Mensenrechtenraad. Nadat het rapport was gepubliceerd, zei ze dat een hoge Saoedische functionaris twee keer had gedreigd haar te laten vermoorden als de VN haar niet in toom zou houden.
In de voorlopige versie van haar "Rapport van de speciale rapporteur over buitengerechtelijke, standrechtelijke en willekeurige executies" voor de vierenveertigste zitting van de Mensenrechtenraad concludeerde ze dat de drone-aanval op de Iraanse generaal Qassem Soleimani onwettig was.
In de zomer van 2020 werd Aleksej Navalny vergiftigd met het zenuwgif novitsjok. Callamard onderzocht de zaak samen met Irene Khan, de VN-rapporteur vrije meningsuiting. Op 1 maart 2021 maakten zij hun conclusie bekend dat het Kremlin achter de vergiftiging zat en riepen de autoriteiten op Navalny onmiddellijk vrij te laten.

### Amnesty International
In 2021 keerde Callamard terug naar Amnesty International als secretaris-generaal. Ze leidt het mensenrechtenwerk van de organisatie en is de belangrijkste woordvoerder. Ze is verantwoordelijk voor de algemene leiding van het internationale secretariaat, waaronder de strategische richting voor de organisatie en de relaties met de regiokantoren van Amnesty International.

### Kritiek
In diverse bronnen is erop gewezen dat een aantal uitlatingen van Callamard de schijn van eenzijdigheid tegen zich hebben. Dit speelde bijvoorbeeld rond een verslag van Oekraïense mensenrechtenschendingen in het conflict tussen Rusland en Oekraïne, en de kwalificatie van Israël als apartheidsstaat.

## Publicaties
- Callamard, Agnès, "Protect the believers, not the belief", The Guardian, 18 maart 2009.
- Callamard, Agnès (2000). Monitoring and Investigating Torture, Cruel, Inhuman or Degrading Treatment, and Prison Conditions. Council for the Development of Social Science Research in Africa, Dakar. ISBN 978-2-869-78088-0. Gearchiveerd op 22 januari 2021. Geraadpleegd op 28 december 2021.
- Callamard, Agnès, "Comity for Internet? Recent Court Decisions on the Right to be De-indexed", The National Law Review, 12 augustus 2015.
- Callamard, Agnès (23 maart 2017). Are courts re-inventing Internet regulation?. International Review of Law, Computers & Technology 31 (3): 323–339. DOI: 10.1080/13600869.2017.1304603.